# Русская мысль (журнал, Великобритания)
«Ру́сская мысль» — общеевропейское русскоязычное ежемесячное издание, выходящее в Лондоне с 2008 года; в 2011 году изданию возвращён исторический формат журнала 1880 года. «Русская мысль» — партнёр «Росзарубежцентра» при Министерстве иностранных дел России в области продвижения русского языка.
В редакционном совете журнала Анатолий Адамишин, Рене Герра, президент компании Edifin Services SA Сергей Пален, член-учредитель Движения за поместное православие русской традиции в Западной Европе Василий Тизенгаузен, руководитель «Объединения императорских гвардейцев» Александр Трубецкой, профессор Свято-Сергиевского богословского института в Париже Дмитрий Шаховской, Пётр Шереметев. C 2005 по 2022 год главой редакционного совета и постоянным автором «Русской мысли» являлся Виктор Лупан. Должность выпускающего редактора с 2013 по 2020 год занимала ныне покойная Елизавета Юрьева. Газета стала инициатором и главным информационным партнёром ряда русскоязычных мероприятий, русскоязычных сайтов.
По состоянию на 2011 год журнал распространяется в розницу и по подписке в Австрии, Бельгии, Великобритании, Германии, Италии, Франции, Финляндии, а также по подписке в других европейских странах.
В числе подписчиков «Русской мысли» — посольства Российской Федерации за рубежом, культурные центры, православные церкви, образовательные учреждения, компании и индивидуальные подписчики.